# Sammontana (ciclismo 1973-1974)
La Sammontana è stata una squadra maschile italiana di ciclismo su strada, attiva nel professionismo dal 1973 al 1974.
Nacque dalle ceneri della Ferretti, e nelle due stagioni di attività partecipò a due edizioni del Giro d'Italia e a diverse classiche del panorama internazionale. Sponsorizzata da Sammontana e diretta da Alfredo Martini, ebbe tra le sue file corridori come Franco Bitossi, Walter Riccomi e Roberto Poggiali.

## Cronistoria

### Annuario
| Anno | Codice | Nome       | Cat. | Biciclette | Dirigenza                                  |
| ---- | ------ | ---------- | ---- | ---------- | ------------------------------------------ |
| 1973 | -      | Sammontana | Pro  | Masi       | Dir. sportivi: Alfredo Martini, Piero Bini |
| 1974 | -      | Sammontana | Pro  | Masi       | Dir. sportivi: Alfredo Martini, Piero Bini |

## Palmarès

### Grandi Giri
- Giro d'Italia

Partecipazioni: 2 (1973, 1974)
Vittorie di tappa: 1
1974: 1 (Giuseppe Perletto)
Vittorie finali: 0
Altre classifiche: 0
- Tour de France

Partecipazioni: 0
- Vuelta a España

Partecipazioni: 0

## Organico

### Rosa 1973
|  | Naz.              |  | Sportivo            | Anno |  |  |
|  | ----------------- |  | ------------------- | ---- |  |  |
|  | Italia (bandiera) |  | Franco Bitossi      | 1940 |  |  |
|  | Italia (bandiera) |  | Pietro Di Caterina  | 1945 |  |  |
|  | Italia (bandiera) |  | Sigfrido Fontanelli | 1947 |  |  |
|  | Italia (bandiera) |  | Rocco Gatta         | 1950 |  |  |
|  | Italia (bandiera) |  | Renato Laghi        | 1944 |  |  |
|  | Italia (bandiera) |  | Primo Mori          | 1944 |  |  |
|  | Italia (bandiera) |  | Marcello Osler      | 1945 |  |  |
|  | Italia (bandiera) |  | Roberto Poggiali    | 1941 |  |  |
|  | Italia (bandiera) |  | Walter Riccomi      | 1950 |  |  |
|  | Italia (bandiera) |  | Antonio Salutini    | 1947 |  |  |
|  | Italia (bandiera) |  | Mauro Simonetti     | 1948 |  |  |
|  | Italia (bandiera) |  | Piero Spinelli      | 1948 |  |  |

### Rosa 1974
|  | Naz.              |  | Sportivo            | Anno |  |  |
|  | ----------------- |  | ------------------- | ---- |  |  |
|  | Italia (bandiera) |  | Pietro Dallai       | 1947 |  |  |
|  | Italia (bandiera) |  | Pietro Di Caterina  | 1945 |  |  |
|  | Italia (bandiera) |  | Fabrizio Fabbri     | 1948 |  |  |
|  | Italia (bandiera) |  | Sigfrido Fontanelli | 1947 |  |  |
|  | Italia (bandiera) |  | Wilmo Francioni     | 1948 |  |  |
|  | Italia (bandiera) |  | Rocco Gatta         | 1950 |  |  |
|  | Italia (bandiera) |  | Primo Mori          | 1944 |  |  |
|  | Italia (bandiera) |  | Marcello Osler      | 1945 |  |  |
|  | Italia (bandiera) |  | Giuseppe Perletto   | 1948 |  |  |
|  | Italia (bandiera) |  | Walter Riccomi      | 1950 |  |  |
|  | Italia (bandiera) |  | Antonio Salutini    | 1947 |  |  |
|  | Italia (bandiera) |  | Mauro Simonetti     | 1948 |  |  |